# Großsteingräber bei Kranichshof
Die Großsteingräber bei Kranichshof waren drei megalithische Grabanlagen der jungsteinzeitlichen Trichterbecherkultur bei Kranichshof, einem Ortsteil von Gnoien im Landkreis Rostock (Mecklenburg-Vorpommern). Sie wurden im späten 19. oder frühen 20. Jahrhundert zerstört. Die genaue Lage der Gräber ist nicht überliefert. Auch über Ausrichtung, Maße und Typ liegen keine näheren Informationen vor. Robert Beltz gibt lediglich an, dass zwei Gräber Hünenbetten besessen hatten, während bei dem dritten nur noch die Grabkammer auszumachen war.